# Norberto García Roco

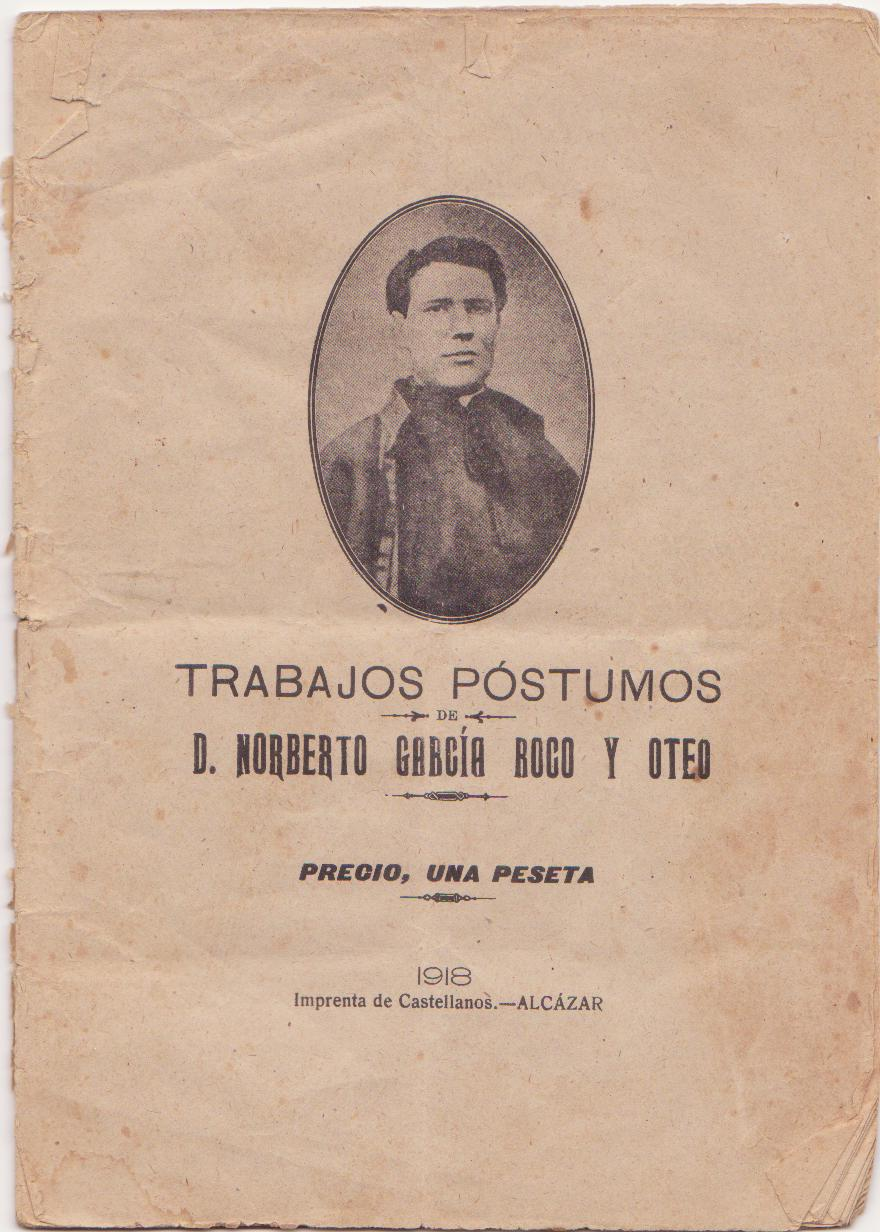
Portada Trabajos póstumos (Alcázar de San Juan, Imp. Castellanos, 1918), de D. Norberto García-Roco

Norberto Antonio García-Roco González-Oteo (Consuegra, 1836-septiembre de 1869). Político republicano y sacerdote católico. Hijo de Narciso García-Roco Merino y Francisca González-Oteo García-Roco. Natural de Consuegra, firmó el Pacto Federal Castellano en representación de la provincia de Toledo, en julio de 1869.
A la muerte de García Roco, el diario La Revolución expresaba sus condolencias de " nuestro querido amigo el ilustrado sacerdote Norberto García Roco, esperanza del gran partido republicano...".

## Obras
- Discurso pronunciado en Manlleu por Pbro., el 28 de abril de 1866 ...
- Trabajos póstumos (Alcázar de San Juan, Imp. Castellanos, 1918)